# László Fidel
László Fidel (Vác, 29 giugno 1965) è un ex canoista ungherese.
Ha vinto un argento a Barcellona 1992 nel K4 1000 m e diversi titoli mondiali.

## Palmarès
- Olimpiadi
  - Barcellona 1992: argento nel K4 1000 m.

- Mondiali
  - 1986: oro nel K4 1000 m
  - 1987: oro nel K4 1000 m e K2 500 m.
  - 1990: oro nel K4 1000 m.
  - 1991: oro nel K4 1000 m e argento nel K4 500 m.